# Jorge Vargas (politicus)

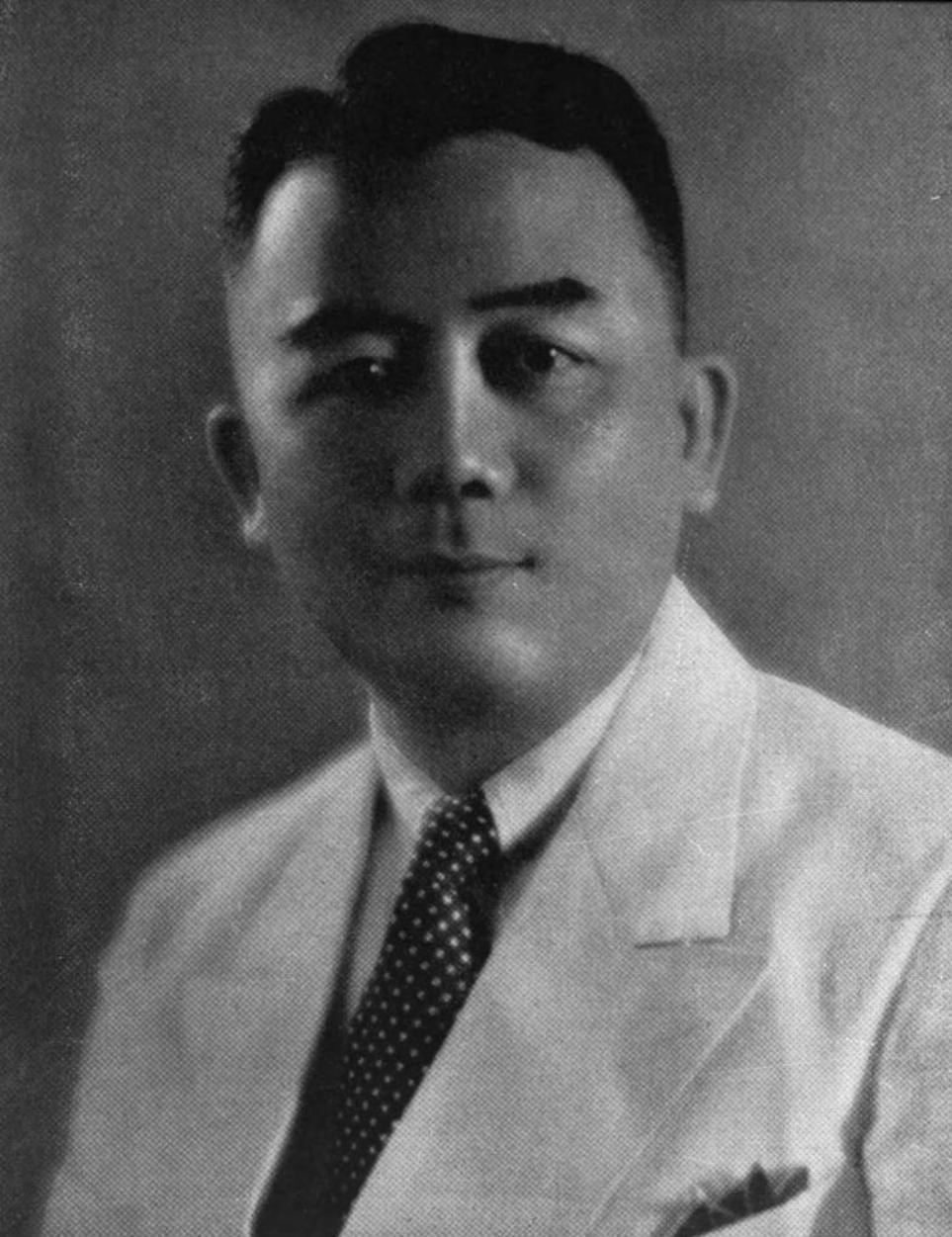
Jorge B. Vargas

Jorge B. Vargas (Bago, 24 februari 1890 - Makati, 22 februari 1980) was een Filipijns advocaat, politicus en bestuurder. Vargas was vanaf 1935 Exective Secretary in het kabinet van gemenebestpresident Manuel Quezon. Tijdens de Japanse bezetting leidde hij in eerste instantie de regering bij afwezigheid van Quezon. Naast zijn politieke loopbaan was Vargas tevens sportbestuurder. Hij was een van de oprichters van de Philippine Amateur Athletic Federation (de voorloper van het Philippine Olympic Committee) en zat in 1918 in het uitvoerend committee. Van 1935 tot 1955 was hij voorzitter van het uitvoerend committee. Tevens was Vargas het eerste Filipijnse lid van het Internationaal Olympisch Comité.
Vargas overleed twee dagen voor zijn 90e verjaardag in Makati Medical Center.
- CiNii: DA01107575
- Gemeinsame Normdatei: 120142899
- International Standard Name Identifier: 0000 0000 8387 0271
- Library of Congress Control Number: n85054429
- Nederlandse Thesaurus van Auteursnamen: 071446338
- SNAC: w6h71qrt
- Virtual International Authority File: 60506243
- WorldCat: E39PBJjmRqcDR4cYvKwx8gY3wC